# Фещук Максим Ігорович
Макси́м І́горович Фещу́к (25 листопада 1985, Броди, Львівська область) — український футболіст, нападник. Тренер футбольного клубу «Фенікс-Маріуполь». Віцечемпіон Європи 2006 року серед молодіжних команд, володар кубка України 2009 року.

## Життєпис

### Клубна кар'єра
Народився та виріс у місті Броди. Саме у Бродах розпочав опановувати ази футболу у місцевій ДЮСШ. Був постійним учасником турніру «Шкіряний м'яч». Згодом вступив до Львівського училища фізичної культури, де навчався під керівництвом Олега Родіна. Пройшов шлях від команди «Карпати-3» до головної команди Львова.
Першим тренером «Карпат», який почав ставити 18-річного хлопця в основі команди, був Мирон Маркевич. У Вищій лізі дебютував 14 березня 2004 року в грі проти київського «Арсенала» (0:0), вийшовши на останні 15 хвилин гри. Всього провів за «левів» 122 матчі в чемпіонаті, в яких забив 32 голи.
У січні 2009 року перейшов у «Таврію», підписавши трирічний контракт. За п'ять років Фещук провів 106 матчів за «Таврію» в чемпіонатах країни (забив 17 голів), 9 поєдинків у Кубках України (відзначився 3 точними ударами, у тому числі одним м'ячем у харківському фіналі з донецьким «Металургом», і завоював з сімферопольським колективом трофей в 2010 році), по одній зустрічі в Суперкубку України (1 гол) та Лізі Європи.
31 грудня 2013 в Максима закінчився контракт з «Таврією», і гравець отримав статус вільного агента і вже з наступного дня став виступати за новий клуб — «Говерлу». За півтора року зіграв за ужгородців 33 матчів в чемпіонаті (5 голів) та 2 в національному кубку. Після проблем із невиплатою заробітної платні в «Говерлі» Фещук покинув клуб.
У липні 2015 року підписав контракт з карагандинським «Шахтарем», який покинув по завершенні сезону, отримавши статус вільного агента. У зимове міжсезоння Фещук підтримував форму в аматорському «Русі» з Винників, а також деякий час перебував у тренувальному таборі дніпродзержинської «Сталі».
1 березня 2016 року став гравцем «Дачії», але вже взимку 2016/17 залишив кишинівську команду. У 2018 році він повернувся в Україну і допоміг київському «Арсеналу» вийти до Прем'єр-ліги.
У січні 2019 року він перейшов на перегляд у білоруському клубі «Вітебськ» і в лютому підписав з ними контракт. Він виступав за команду до липня, забивши один гол в 11 матчах чемпіонати (лише три поєдинки були проведені повністю), коли тренерський штаб вирішив відмовитись від послуг гравця. Однак Фещук відмовився розірвати контракт, таким чином технічно залишився гравцем «Вітебська» до кінця сезону.
На початку 2020 року футболіст покинув білоруську команду і повернувся в Україну, де підтримував форму, виступаючи за аматорський «Фенікс-Стефано» (Підмонастир, Львівська область), а у липні був включений до заявки бучацького «Колоса». За цей клуб дебютував 5 липня, в матчі чемпіонату Тернопільської області проти «Медоборів» (Зелене), в якому забив гол з пенальті, але команда програла 1:2.

### Кар'єра у збірній
2005 року у складі збірної України до 20 років був учасником молодіжного чемпіонату світу.
Протягом 2005–2006 років виступав за молодіжну збірну України до 21 року, в якій провів 18 матчів, забив 6 голів. У 2006 році в складі «молодіжки» став срібним призером молодіжного чемпіонату Європи 2006 року.

### Тренерська кар'єра
З вересня 2023 по січень 2025 року був головним тренером аматорського футбольного клубу «Січ» Добряни в рамках проєкту «Брутального Футболу» «Нефутболіст: Перезавантаження». З цією командою здобув Кубок весни та Суперкубок Стрийщини, а також срібні медалі чемпіонату Стрийської громади.
З 2024 року тренує також «Фенікс» Підмонастир. 

## Досягнення

### Як гравець
«Карпати»
- Срібний призер Першої ліги України (1): 2005/06

«Таврія»
- Володар Кубка України (1): 2009/10

«Дачія»
- Срібний призер чемпіонату Молдови (1): 2015/16

Збірна:
- Срібний призер чемпіонату Європи серед молодіжних команд (1): 2006

### Як тренер
«Січ» Добряни
- Срібний призер Чемпіонату Стрийської громади: 2024
- Володар Кубка весни Стрийщини: 2024
- Володар Суперкубка Стрийщини: 2024